# Muntele Peres
Muntele Peres (în arabă تل الفرس, Tall al-Faras, în ebraică הר פֶּרֶס, Har Peres) este un munte vulcanic situat în centrul Înălțimilor Golan, aproximativ la 5,5 kilometri (3,4 mi) est de Moshav Keshet. Cel mai înalt punct al său este situat la 929 metri (3.048 ft) deasupra nivelului mării, sau aproximativ 200 metri (660 ft) deasupra nivelului solului. Muntele este cel mai sudic dintr-o serie de vulcani inactivi care se întind până în părțile nordice ale Înălțimilor Golan. Pe vârful muntelui se află un bine conservat crater, cu diametrul de 200 de metri și adâncimea de 35 metri (115 ft) de metri.